# 196
El 196 (CXCVI) fou un any de traspàs començat en dijous del calendari julià.

## Esdeveniments
- Tràcia: Septimi Sever pren la ciutat de Bizanci, en massacra els prohoms i en destrueix les muralles.[1]
- Britànnia: destrucció parcial del mur d'Adrià.